# واقع‌گرایی (هنر)
واقع‌گرایی یا رئالیسم (به انگلیسی: Realism) در هنرهای تصویری و ادبیات، نمایش چیزها به شکلی است که در زندگی روزانه اتفاق می‌افتد، بدون هرگونه آرایش یا تعبیر افزون، این واژه همچنین برای شرح کارهای هنری که برای آشکار کردن راستی، چیزهایی چون زشتی و پستی را تأیید کرده‌اند نیز به کار می‌رود.

رئالیسم همچنین اشاره به جنبش فرهنگی میانه قرن ۱۹ دارد که از فرانسه ریشه گرفت و گونهٔ هنری سرشناس تا اواخر قرن ۱۹ بود. با آشنایی با عکاسی، این منبع جدید دیداری، شور ساخت چیزهایی که همچون واقعیت بودند را در مردم زنده کرد و این جنبش هنری شکوفا شد. رئالیسم به شدت با رومانتیسیسم مخالف بود.

## ادبیات
به عنوان مکتب ادبی، نخست در اواخر قرن هجده و اوایل سده ۱۹ (میلادی) فرانسه به میان آمد و پایه‌گذاران واقعی آن نویسندگان مشهوری نبودند که ما امروز می‌شناسیم بلکه آنان نویسندگان متوسطی بودند که اکنون شهرت چندانی ندارند.
شانفلوری، مورژه و دورانتی، از آن جمله هستند و همین نویسندگان بودند که در رشد و پیشرفت نهضت ادبی عصر خودشان (قرن نوزده) تأثیر زیادی داشتند.
بزرگ‌ترین نویسنده رئالیست در این دوره گوستاو فلوبر است و شاهکارش رمان معروف مادام بوواری است. به نظر فلوبر، رمان‌نویس بیش از هر چیز دیگر هنرمندی است که هدف او آفرینش اثری کامل است. اما این کمال به دست نخواهد آمد مگر اینکه نویسنده عکس العمل‌های درونی و هیجان‌های شخصی را از اثر خود جدا کند. از این رو رمان‌نویس باید اثر غیرشخصی به وجود بیاورد، آنان که هیجان‌های خود را در آثارشان وارد می‌کنند، شایسته نام هنرمند واقعی نیستند، فلوبر به شدت از این‌گونه نویسندگان متنفر بود.

## واقع باوری
واقع باوری عبارتست از مشاهده دقیق واقعیت‌های زندگی، تشخیص درست علل و عوامل آنها و بیان و تشریح و تجسم آنها است.
واقع باوری برخلاف رمانتیسم مکتبی برونی یعنی اُبژکتیو است و نویسنده رئالیست هنگام آفریدن اثر بیشتر تماشاگر است و افکار و احساس‌های خود را در جریان داستان آشکار نمی‌سازد، البته باید توجه داشت که در رمان رئالیستی نویسنده برای گریز از ابتذال و شرح و بسط بی‌مورد محیط و اجتماع را هرطور که شایسته می‌داند تشریح می‌کند یعنی در رمان رئالیستی توصیف برای توصیف یا تشریح برای تشریح مورد بحث نیست.

## نویسندگان و آثار برتر
بالزاک با نوشتن دوره آثار خود تحت عنوان کمدی انسانی پیشوای مسلم نویسندگان رئالیست شد.
گوستاو فلوبر، چارلز دیکنز، هزی جیمس، لئون تالستوی، داستایِفسکی، ماکسیم گورکی، آلبر کامو، ازجمله نویسندگان طراز اول مکتب رئالیسم می‌باشند.
بابا گوریو، اوژنی گرانده، آرزوهای بزرگ، رستاخیز، جنگ و صلح نیز از آثار مشهور این مکتب به‌شمار می‌روند.

## طبیعت‌گرایی

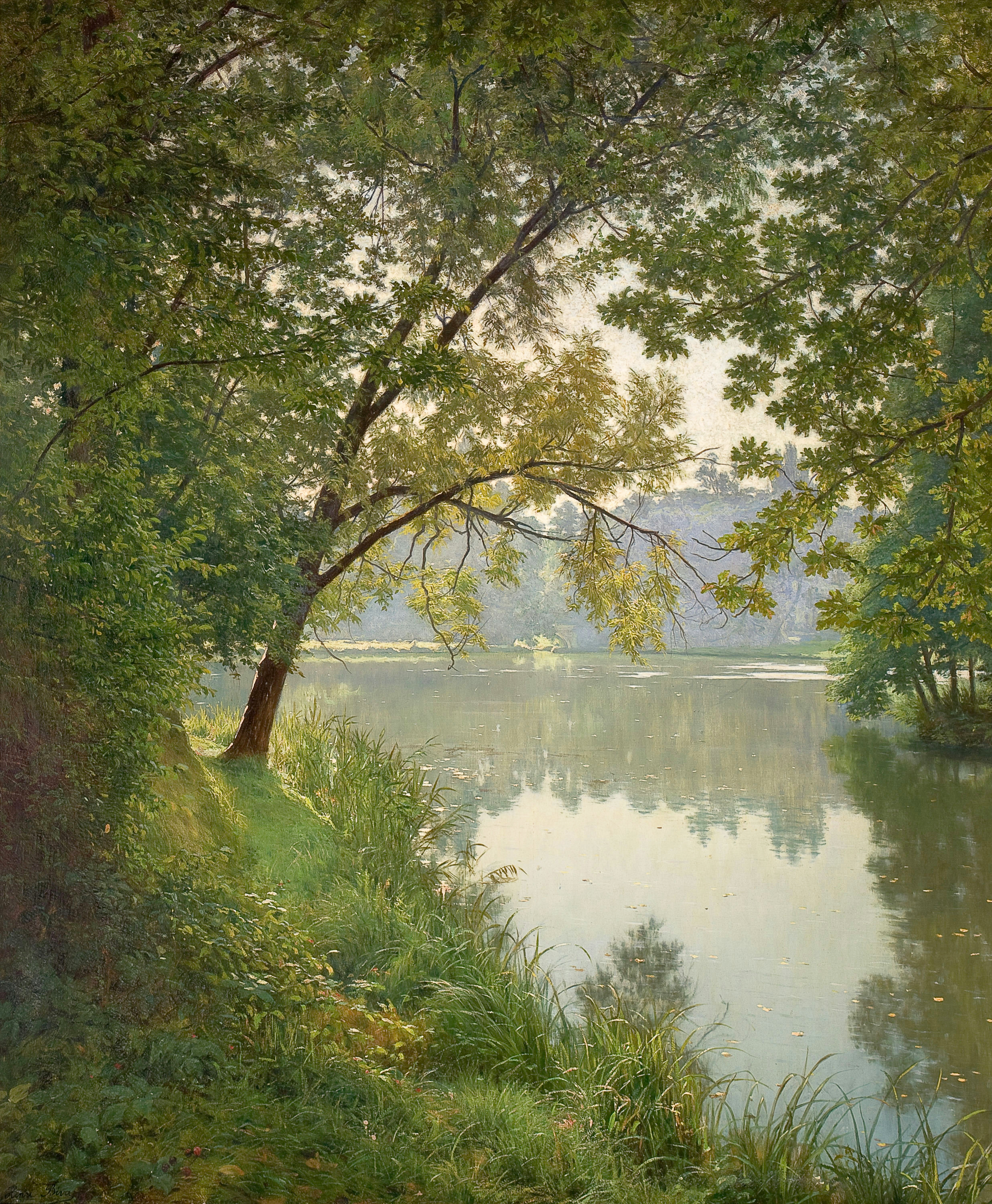
اثر رنگ و روغن هنری بیوا از طبیعت

طبیعت‌گرایی یا ناتورالیسم اصطلاحی است در تاریخ هنر و نقد هنری برای توصیف سنخی از هنر که در آن طبیعت بدان‌گونه که به نظر می‌آید، بازنمایی می‌شود. در این تعریف -که بیشتر از جنبهٔ صوری اعتبار دارد- طبیعت‌گرایی مفهومی متضاد با چکیده‌نگاری است. اگر هنر کلاسیک یونان را جلوهٔ کامل طبیعت‌گرایی تلقی می‌کنند و هنر رنسانس ایتالیایی را تجدید حیات آن می‌دانند، بر اساس چنین استدلالی است که در هنرهای نام‌برده، اثر هنری همانند آیینه‌ای، زیبایی طبیعی را بازمی‌تابانَد. در این معنا، طبیعت‌گرایی با آرمان‌گرایی تناقضی ندارد؛ حال آنکه، مفهوم ناتورالیسم به لحاظ فلسفی، و چون یک روش هنری، خلاف این است.
اصطلاح (زیبایی‌شناسی طبیعت‌گرایانه) به نظریه‌ای فلسفی مربوط می‌شود که از اثبات‌گرایی سدهٔ نوزدهم ناشی شده و در نظریهٔ ادبیِ زولا، نویسندهٔ فرانسوی، به اوج رسیده‌است. در این نوع زیبایی‌شناسی، روش‌های علمیِ مشاهدهٔ واقعیت به کار گرفته شد.
ناتورالیست‌های نیمهٔ دوم سدهٔ نوزدهم بر طبق برنامه‌ای مشخص و با نوعی بی‌طرفی و فاصله‌گزینی، رونگاشتی از جهان و زندگی پیرامون خود ارائه می‌کردند، و غالباً از پرورش دنیای خیال، از باور به آنچه ملموس و محسوس نیست، از کاویدن معنای نهفته در چیزها، از تقلیل جنبه‌های ناخوشایند و پیش‌پاافتادهٔ پس‌رونده و خشن زندگی امتناع می‌جستند. این نگرشی متضاد با آرمان‌گرایی، و واکنشی در برابر رمانتیسم بود.
اصطلاح ناتورالیسم، به‌مثابهٔ مکتبی خاص در نقاشی، نخستین بار توسط بلوری دربارهٔ پیروان کاراواجو به کار برده شد. به زعم او، اینان به تقلید وفادارانه از طبیعت (خواه زشت، خواه زیبا) می‌پرداختند. همچنین، کاستانیاری، منتقد فرانسوی، اصطلاح ناتورالیسم را جایگزین اصطلاح رئالیسم کرد تا بر عینی‌گرایی و پژواک‌های فعالیت علوم طبیعی تأکید بیشتری بگذارد. کاربرد اختیاری این دو اصطلاح باعث عدم صراحت معانی آنها شد.

### ویژگی
در این شیوه، زیبایی‌شناسی بر اساس روش‌های علمی و مشاهده واقعیت شکل می‌گیرد.
- توجه به طبیعت مهم‌ترین اصل در نقاشی این سبک است.
- تأثیرات علوم طبیعی در روش‌های هنری دیده می‌شود.
- واقع‌گرایی همراه با خوشایندی طبیعت همراه است.
- تفاوت آن با رئالیسم در نشان دادن احساسات زیبا نسبت به طبیعت است.[۲]

### نقاشان ناتورالیسم
ایوان شیشکین (نقاش روسی)
- آثارش را در سبک رئالیسم و ناتورالیسم خلق کرد.
- همت خود را صرف بازنمایی زیبایی و شکوه طبیعت کشورش کرد.

والنتین سرف (نقاش روسی)
- از شاگردان رپین بود.
- منظره پرداز و چهره پرداز واقع گرایی را تجربه کرد.
- از سنت رئالیسم فراتر رفت.
- در چهره‌هایش سعی داشت تا شخصیت فردی و ویژگی روان‌شناختی مدل را نشان دهد.[۲]

## نگارخانه

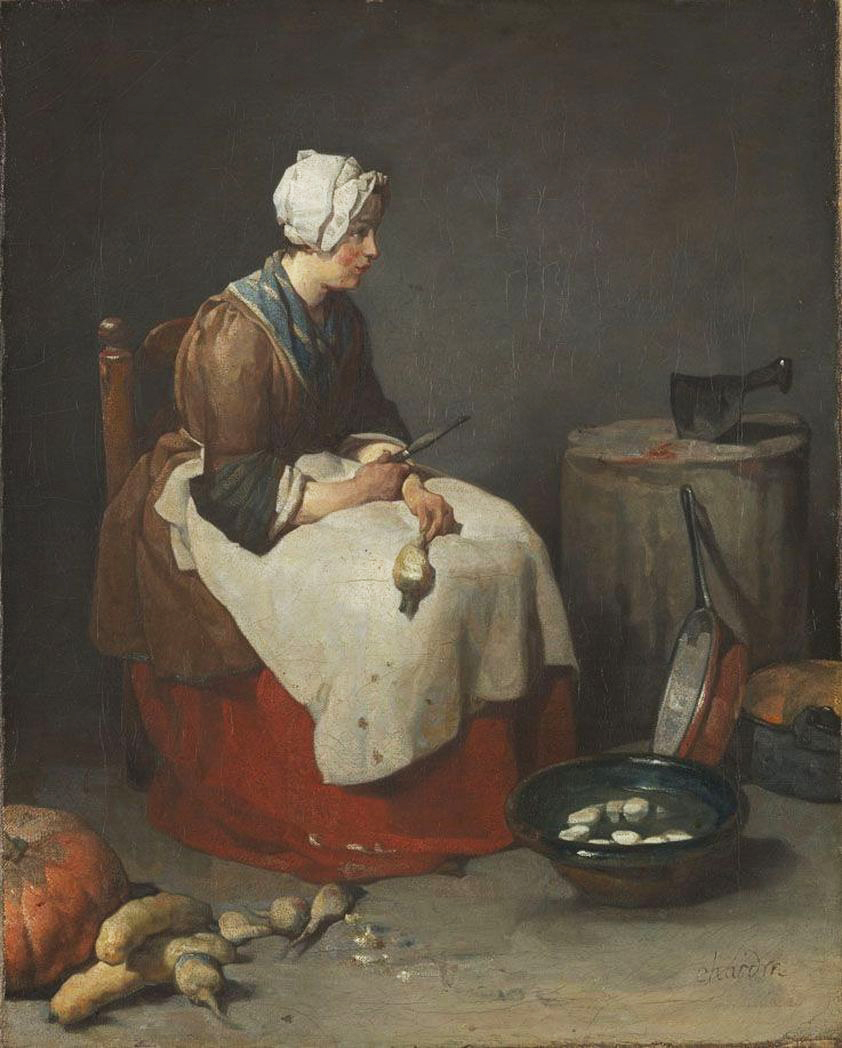
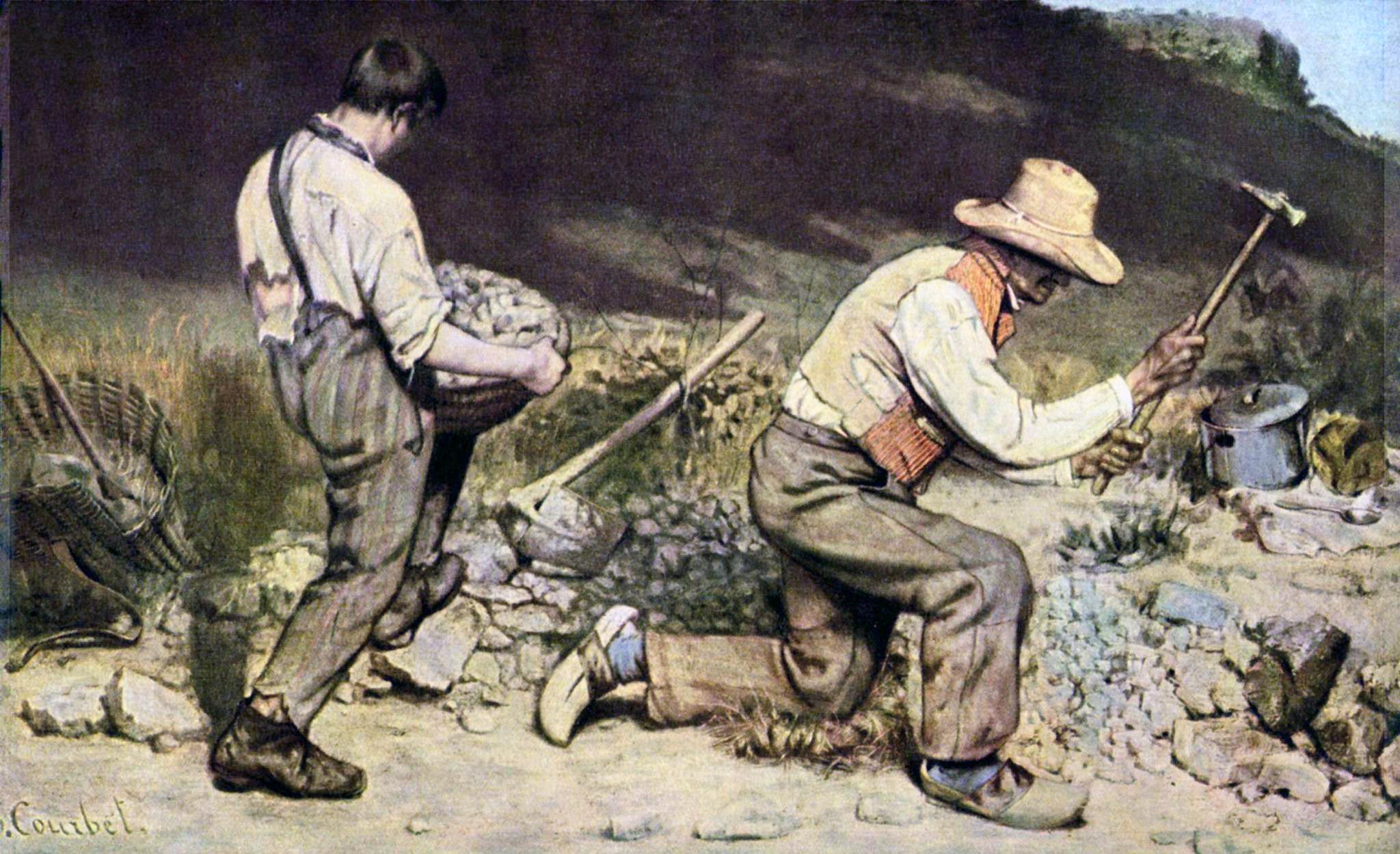
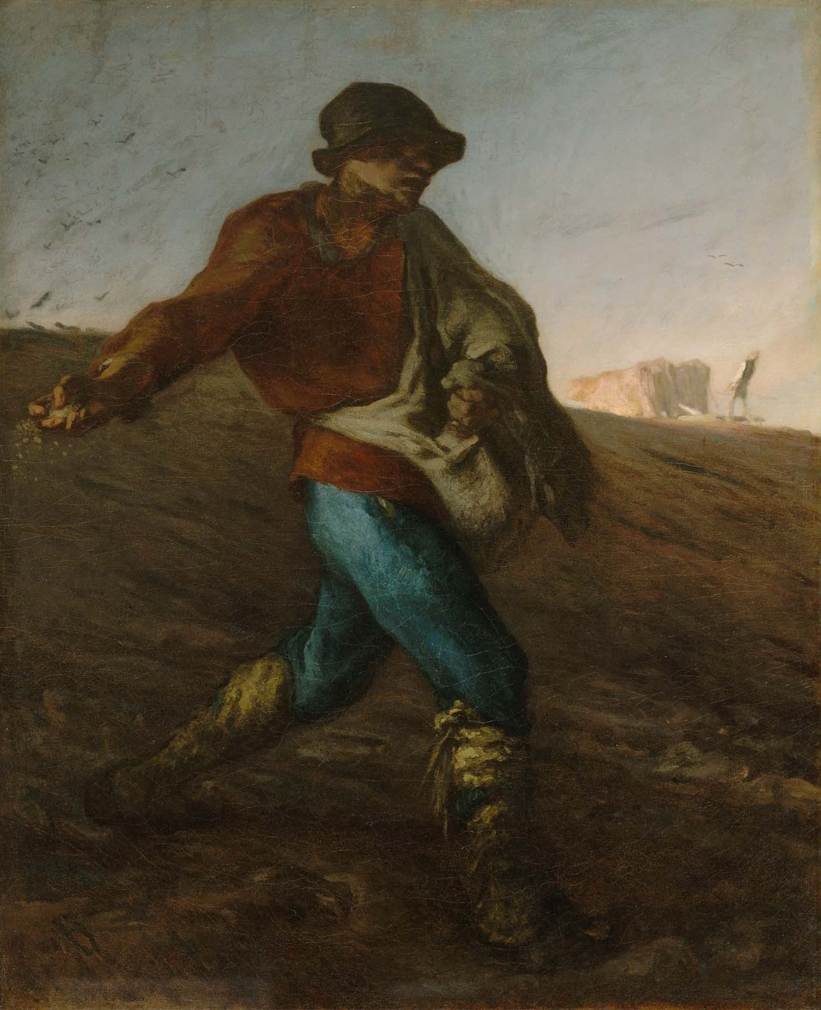
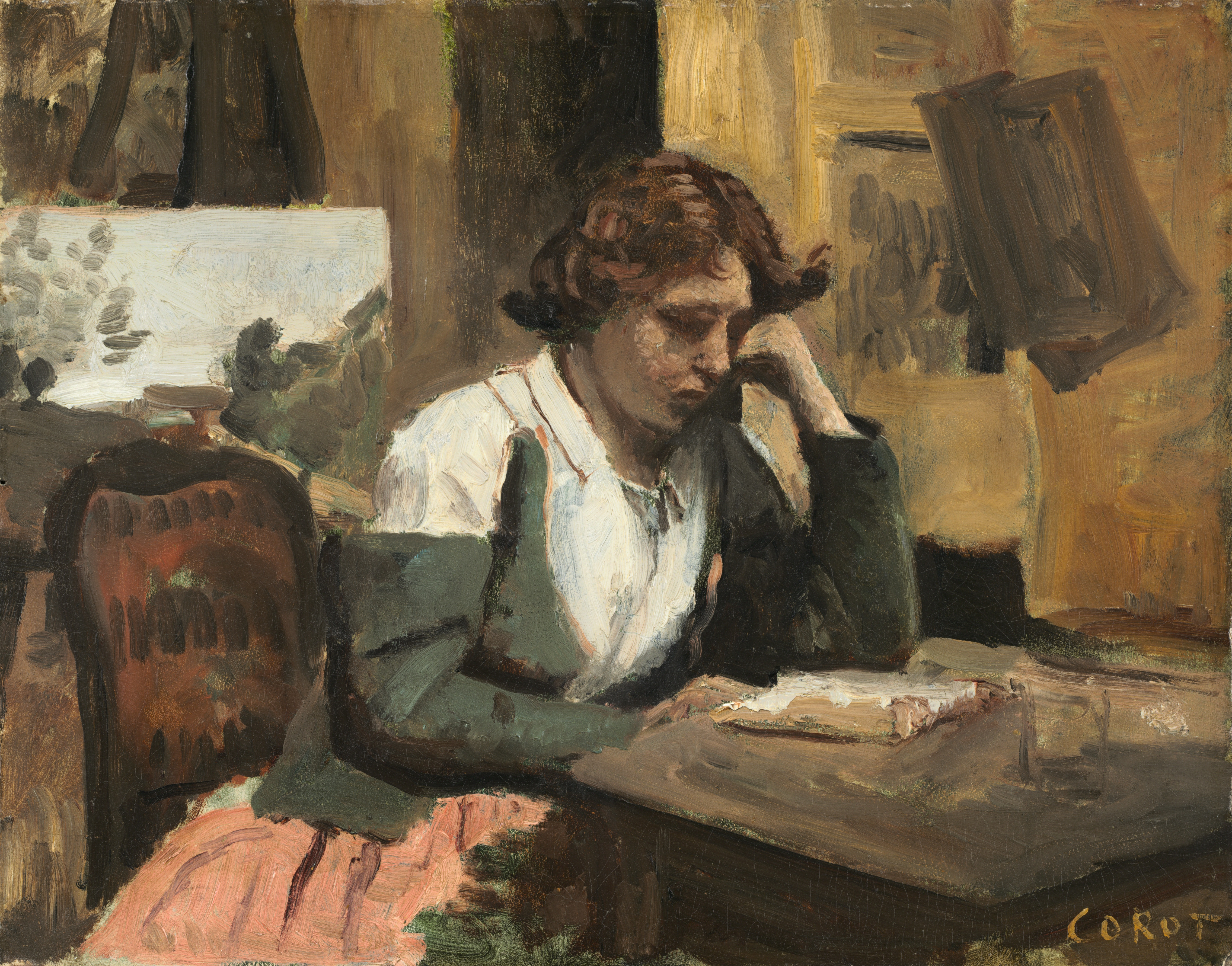
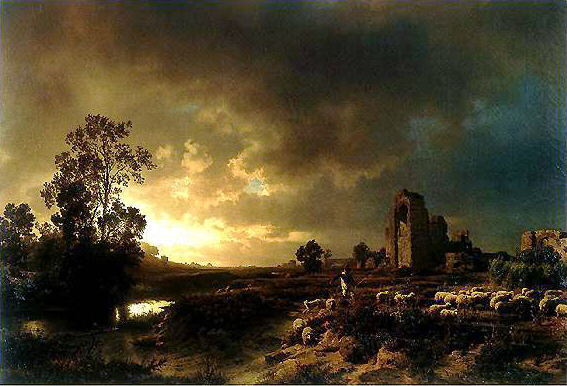
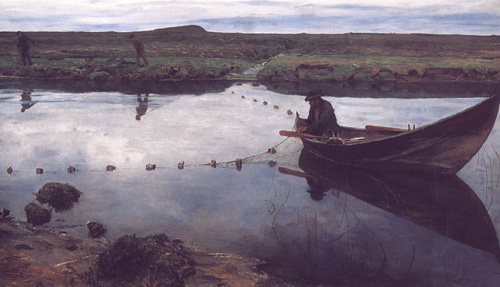
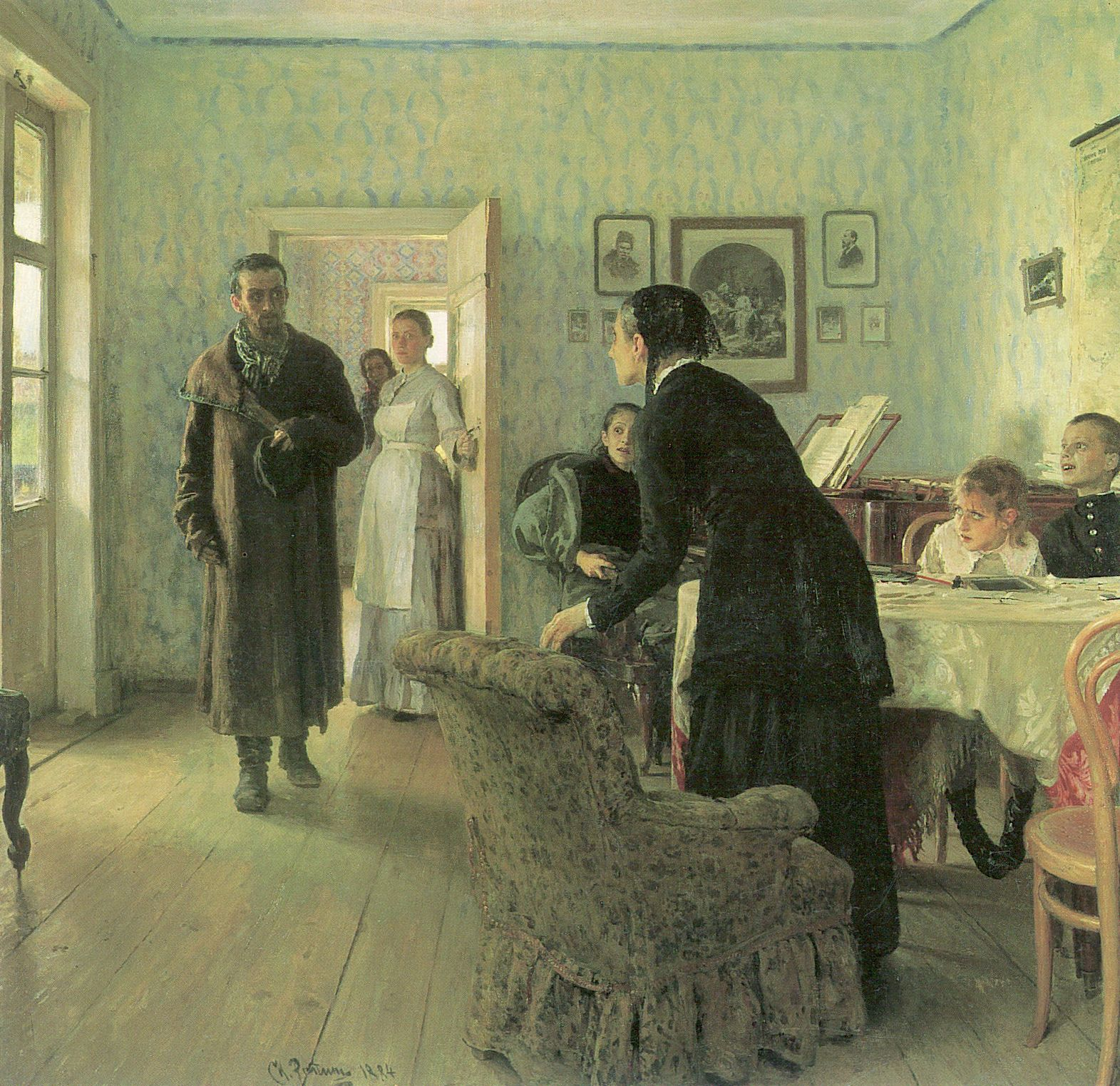